# Haplochrois albanica
Haplochrois albanica é uma espécie de insetos lepidópteros, mais especificamente de traças, pertencente à família Elachistidae.
A autoridade científica da espécie é Hans Rebel & Zerny, tendo sido descrita no ano de 1932.
Trata-se de uma espécie presente no território português.